# Meigenia prarensis
Meigenia prarensis là một loài ruồi trong họ Tachinidae.